# Kuávdoojävrsuolluuh
Kuávdoojävrsuolluuh är en ö i Finland. Den ligger i sjön Nammijärvi och i kommunen Enare i den ekonomiska regionen Norra Lappland och landskapet Lappland, i den norra delen av landet, 1 000 km norr om huvudstaden Helsingfors. Öns area är 2,7 hektar och dess största längd är 350 meter i öst-västlig riktning.